# ژاک ژرژ
ژاک ژرژ (زاده ۳۰ مه ۱۹۱۶ – درگذشته ۲۵ فوریه ۲۰۰۴)، رئیس فدراسیون فوتبال فرانسه (از سال ۱۹۶۸ تا ۱۹۷۲) و چهارمین رئیس یوفا (از ۱۹۸۳ تا ۱۹۹۰) بود.